# Dráchovské tůně
Dráchovské tůně je skupina tůněk v nivě Lužnice mezi Soběslaví a Veselím nad Lužnicí u obce Dráchov. Úsek mezi Soběslaví a Veselím nad Lužnicí je chráněn formou přírodní rezervace. Území je cenné především výskytem ohrožených druhů vázaných na vodní prostředí. Kromě tůní je zde několik mrtvých ramen. Mezi tůněmi a slepými rameny se dříve nacházely nejčastěji vlhké louky. Dnes jsou vlhké louky v původním stavu zachovány již jen v oblasti přírodní rezervace. Nechráněná oblast je v současnosti devastována výstavbou dálnice D3 (většina luk je zničena, terénními úpravami jsou ohrožovány také tůně).

## Historie
Část dnešního území byla zřejmě řečištěm Lužnice. Usuzuje se na to podle slepých a odvodněných ramen řeky. Pozemky kolem řeky byly využívány k zemědělským účelům. Podrobnější historie je zaznamenána až během 20. století. V této době již tekla Lužnice dnešním korytem. Extenzivní zemědělské využití trvalo až do padesátých let dvacátého století. Od této doby bylo upuštěno od obhospodařování většiny ploch. Značná část pozemků byla zatravněna. Na zbylých pozemcích byla hojně používána syntetická hnojiva. Takovéto hospodaření vedlo k degradaci cenné přírodovědné lokality. Ani hospodaření po roce 1989 nebylo pro toto území ideální. Část pozemků byla oseta obilím. Území bylo odvodněno. To měla za následek další ústup především cenných lučních druhů. V roce 1996 bylo území na sever od Dráchova vyhlášeno přírodní rezervací. Jižní část přiléhající těsně k Dráchovu byla zastavěna velkými sádkami. Nechráněné území je nyní devastováno výstavbou dálnice D3.

## Lokalita
Lokalita se nalézá v geomorfologické provincii Česká vysočina, v Českomoravské subprovincii. Oblast se nachází na styku geomorfologických oblastí Středočeská pahorkatina a Jihočeské pánve a na rozhraní geomorfologických celků Táborská pahorkatina a Třeboňská pánev. Celé území se nachází v rovině. Nadmořská výška se pohybuje mezi 403–406 m n. m.

## Přírodní poměry

### Geologie a pedologie
Horninové podloží tvoří na celém územím především muldanubická pararula. Podrobnější údaje jsou známy z PR Dráchovské tůně, kde je horninové podloží překryto terciérními jílovitopísčitými uloženinami, fluviálními štěrkovitými písky rissu a nivními hlínami. Půdním pokryvem je fluvizem glejová a glej typický.

### Klimatické podmínky
Oblast patří do mírně vlhkého pahorkatinového okrsku mírně teplé oblasti. Roční průměr srážek činí okolo 600 mm. Průměrná roční teplota je 7 stupňů Celsia. Léto je zde nejčastěji dlouhé a teplé, zima mírná. Velké vegetační období trvá nejčastěji 210-215 dnů, od začátku dubna do přelomu října a listopadu. Období s mrazovými dny začíná obvykle kolem 5.12 a končí v posledních dnech února. Trvá tedy 80-85 dnů.

### Ekosystémy
Nejcennějšími ekosystémy jsou tůně a slepá ramena. Tůně jsou různého charakteru – od malých, mělkých, periodických tůněk zcela pokrytých vegetací až po poměrně hluboké a velké tůně. Tůně jsou obklopeny vlhkými loukami. Tyto louky jsou dnes plně zachovány jen v oblasti přírodní rezervace. V nechráněném území je velká plocha luk zničena stavbou dálnice D3. Terénním úpravám již padla za oběť také jedna tůň. K významným ekosystémům patří také řeka Lužnice. Kolem Lužnice je provedena pásová výsadba dřevin. Na celém územím se hojně nalézá rozptýlená zeleň. Na jih od Dráchova jsou postaveny velké sádky.

### Fytocenologická charakteristika
V tůních se vyskytují společenstva Nymphaeion albae, Batrachion aquatilis, Hydrocharition. Při březích jsou vyvinuty porosty vysokých ostřic a rákosin. Okolní vlhké louky patří (nebo patřily) ke svazům Molinion a Calthion. Na sušších místech přecházejí ve svazy Alopecurion pratensis a Arrhenatherion. V zazemněných částech se vyskytují porosty bažinatých vrbin.

### Flora
Nejvzácnější rostliny se vyskytují v tůních. Pouze na území přírodní rezervace se nachází žebratka bahenní (Hottonia palustris). Naprostá většina dalších druhů se nachází na celém území. V tůních se dále vyskytuje rdest ostrolistý (Potamogeton acutifolius), bublinatka jižní (Utricularia australis), voďanka žabí (Hydrocharis morsus-ranae), stulík žlutý (Nuphar lutea). Vlhká místa jsou biotopem zábělníku bahenního (Potentilla palustris), kosatce žlutého (Iris pseudacorus), orobince širolistého (Typha latifolia), ostřic (Carex), bazanovce kytkokvětého (Lysimachia thyrsiflora), blatouchu bahenního (Caltha palustris), ptačince bahenního (Stellaria palustris), prstnatce májového (Dactylorhiza majalis), vachty trojlisté (Menyanthes trifoliata), třezalky rozprostřenné (Hypericum humifusum), kruštíku baheního (Epipactis palustris), tolije bahenní (Parnassia palustris) a mnohých dalších. Většina výše zmíněných druhů patří k ohroženým. Přestože podstatnou část území tvoří vlhká stanoviště, vyvinul se na části lokality i suchý trávník. V něm se vyskytuje např. velmi vzácná trávnička obecná (Armeria vulgaris). Podél Lužnice se vyskytuje ohrožený rozrazil dlouholistý (Veronica maritima). Z dřevin se na vlhkých místech vyskytují vrby - nejčastěji vrba popelavá (Salix cinerea), střemchy (Prunus padus), tavolník vrbolistý (Spiraea salicifolia), olše lepkavá (Alnus glutinosa), dub letní (Quercus robur). Kolem Lužnice se dále vyskytují dřeviny z výsadeb. Jedná se o topol kanadský (Populus x canadensis), topol osiku (Populus tremula), břízu bělokorou (Betula pendula), jasan ztepilý (Fraxinus excelsior), jilm vaz (Ulmus laevis) a další.

### Fauna
Také nejvýznamnější živočišné druhy jsou převážně vázány na tůně. Z bezobratlých se v tůních vyskytují např. lovčík vodní (Dolomedes fimbriatus), beruška vodní (Asellus aquaticus), vážky, jehlanka válcovitá (Ranatra linearis), splešťule blátivá (Nepa cinerea), potápnící (Dytiscidae), plavčíci (Haliplidae), vírníci (Gyrinidae), vodomilové (Hydrophilidae), drabčíci (Staphylinidae), mravencomil Euconnus rutilipennis a další. Tůně umožňují život obrovskému množství bezobratlých živočichů. Jedním z nejvýznamnějších druhů obývající zdejší tůně je ryba piskoř pruhovaný (Misgurnus fossilis). Dalším ohroženým rybím druhem je karas obecný (Carassius carassius). Dalšími druhy ryb vyskytující se v tůních jsou lín obecný (Tinca tinca), plotice obecná (Rutilus rutilus), štika obecná (Esox lucius) a některé další původní druhy. Bohužel se zde vyskytuje také nepůvodní, invazní střevlička východní (Pseudorasbora parva). Další skupinou obratlovců, pro které představují tůně ideální podmínky, jsou obojživelníci. Z nich se zde vyskytují čolek obecný (Lissotriton vulgaris), ropucha obecná (Bufo bufo), ropucha zelená (Bufotes viridis), zelení skokani (Pelophylax esculentus), rosnička zelená (Hyla arborea), blatnice skvrnitá (Pelobates fuscus). Na vodní prostředí je vázán had užovka obojková (Natrix natrix). Z dalších plazů se zde vyskytuje ještěrka obecná (Lacerta agilis), ještěrka živorodá (Zootoca vivipara) a slepýš křehký (Anguis fragilis). Vyskytuje se zde mnoho druhů ptáků vázaných na vodní prostředí jako je volavka popelavá (Ardea cinerea), volavka popelavá (Ardea cinerea), čáp bílý (Ciconia ciconia), kvakoš noční (Nycticorax nycticorax), moták pochop (Circus aeruginosus), luňák červený (Milvus milvus), leďnáček říční (Alcedo atthis). Tyto druhy zaletují za potravou. Některé další druhy na lokalitě i hnízdí. Jedná se o potápku malou (Tachybaptus ruficollis), labuť velkou (Cygnus olor), kopřivku obecnou (Mareca strepera), kachnu divokou (Anas platyrhynchos), rákosníka proužkovaného (Acrocephalus schoenobaenus), cvrčilku zelenou (Locustella naevia), moudivláčka lužního (Remiz pendulinus) a žlunu zelenou (Picus viridis). Pravděpodobně zde hnízdí i bramborníček hnědý (Saxicola rubetra) a hohol severní (Bucephala clangula). Teprve asi v posledních dvou letech se na části nechráněného území začala objevovat čejka chocholatá (Vanellus vanellus). Lokalitu obývá i mnoho savčích druhů jako rejsek obecný (Sorex araneus), rejsek malý (Sorex minutus), rejsec černý (Neomys anomalus), rejsec vodní (Neomys fodiens), norník rudý (Myodes glareolus), myška drobná (Micromys minutus), myšice křovinná (Apodemus sylvaticus), hraboš polní (Microtus arvalis), hraboš mokřadní (Microtus agrestis), hryzec vodní (Arvicola amphibius), ondatra pižmová (Ondatra zibethicus), lasice hranostaj (Mustela erminea), lasice kolčava (Mustela nivalis), liška obecná (Vulpes vulpes), vydra říční (Lutra lutra). Setkání s těmito druhy je spíše vzácností. Lokalitu však hojně obývají i běžní savci jako zajíc polní (Lepus europaeus) nebo srnec obecný (Capreolus capreolus).

## Význam
Jedná se o jednu z nejcennějších přírodovědných lokalit na Táborsku. Kromě regionálního (případně národního) významu je cenná i z evropského významu. Celá oblast spadá do evropsky významné lokality Lužnice a Nežárka. Jedním z nejcennějších vyskytujících se organismů je piskoř pruhovaný. Tato ryba se mimo tuto lokalitu vyskytuje již jen na několika málo místech v ČR.

## Využití
V nechráněném území byly louky běžně zemědělsky obhospodařovány. Nyní je velká část využita ke stavbě dálnice D3. V chráněném územím jsou pravidelně sklízené sušší části luk pro zemědělské využití. Zbytek luk je kosen méně často z důvodu ochrany přírody. Myslivost je provozována na celém územím.Turistické využití je minimální, protože přes rezervaci nevedou žádné komunikace. Obdobná je situace i v nechráněném územím. Toto území bylo však vzhledem k častějšímu kosení luk pohodlně průchodné. Blízko okraje nechráněného území vede červená turistická značka z Veselí nad Lužnicí do Dráchova. Část stezky u Veselí nad Lužnicí je zničena stavbou dálnice D3.

## Ohrožení
Celé území ohrožuje zazemňování tůní, degradace lučních porostů, rozšiřování ruderálních ploch a myslivost. Zazemňování tůní je způsobováno nevhodným obhospodařováním zemědělských pozemků. Výrazný vliv má menší intenzita kosení, zejména v přírodní rezervaci. To následně vede k zarůstání okolí tůní dřevinami a jejich opad má za následek zazemňování tůní. Území nutně potřebuje odpovídající péči, aby zcela nedegradovalo. Zároveň je ale nutné poznamenat, že pro dlouhodobé udržení biologické rozmanitosti je nutná přítomnost tůní v různém stádiu sukcese. Na degradaci lučních pozemků mělo především v minulosti používání kejdy a syntetických hnojiv. Dnes degradaci luk způsobuje absence kosení zejména v přírodní rezervaci. Dalším vlivem je smývání živin z okolních polí. V nechráněném území jsou velké plochy luk zničeny výstavbou dálnice D3. Menší intenzita kosení a větší zásobení živin vede k rozšiřování ruderálních ploch. Na tomto stavu se podílí i myslivecké hospodaření. Přikrmování zvěře napomáhá nejen k rozšiřování plevelů, ale k udržování vysokých stavů srnčí zvěře. Přitom tato zvěř má největší negativní dopad právě na mokřadní ekosystémy. V jižní části rezervace se nacházela černá skládka. Nebezpečnost skládky závisí na charakteru skladovaných látek. Katastrofální důsledky může mít případná změna vodního režimu.
Největší ohrožení v nechráněném území představuje výstavba dálnice D3. Výstavbou byla zničena velká část zemědělsky využívaných luk. Z těch je nyní zcela odstraněna vegetace. Hrozí tak zaplevelení odkryté půdy. Kromě luk byly zničeny i některé okrajové dřeviny, části litorálních porostů, části lesů apod. Výše jmenované biotopy přispívaly k bohatší druhové rozmanitosti. Při stavbě vzniká imisní a hlukové zatížení. Imisní a hlukové zatížení se bude negativně projevovat i při provozu dálnice. Údržba dálnice pak znamená riziko pro okolí způsobené solením. Konkrétní negativní dopad v této lokalitě se projeví výstavbou náspu v části nivě Lužnice. Dojde tak k poškozeních biotopů organismů vázaných na vodní prostředí. Dálnice bude pro mnohé organismy představovat nepřekonatelnou bariéru. Dalším negativním projevem bude snížení estetické stránky (negativní vliv na krajinný ráz).

## Ochrana
Niva Lužnice, u které se nachází popisovaná oblast, je chráněná evropskou legislativou jako evropsky významná lokalita Lužnice a Nežárka a českou legislativou jako významný krajinný prvek. Území severně od Dráchova je chráněno formou přírodní rezervace. V přírodní rezervaci je zakázáno sbírat rostliny, chytat živočichy, tábořit, rozdělávat ohně a rybařit bez souhlasu orgánu ochrany přírody. Dále je v přírodní rezervaci zakázáno hospodařit způsobem vyžadujícím intenzivní technologie, používat biocidy, povolovat a umisťovat nové stavby. Pro udržení charakteru rezervace je nutná odpovídající péče. V oblasti jižně od Dráchova, na okraji popisovaného území se nachází přírodní památka Doubí. Na tuto část se vztahují zákonná omezení vyplývající ze statutu přírodní památky.
V nechráněném území se ještě před výstavbou dálnice D3 pokusilo o ochranu z hlediska krajinného rázu a významného krajinného prvku sdružení Jihočeské matky. Sdružení se neúspěšně odvolalo proti souhlasnému stanovisku orgánu ochrany přírody. Při výstavbě dálnice se musí dbát na co nejpřísnější podmínky ochrany přírody, aby se tak minimalizovaly negativní vlivy na okolní přírodu. Jedním z nejdůležitějších opatření je vybudování mostu přes celé území. Tím se umožní migrační prostupnost. Při výstavbě se musí co nejpřísněji chránit největší tůně, ačkoliv minimálně jedna menší tůň bude zničena. Při provozu dálnice bude nepřípustné svádět vodu ze silnice do tůní.